# Пештера
Пештера (буг. Пещера) град је у Републици Бугарској, у јужном делу земље. Град је треће по важности градско насеље унутар Пазарџичке области.
Пештера је значајно одредиште планинског туризма у Бугарској.

## Географија
Пештера се налази у јужном делу Бугарске. Од престонице Софије град је удаљен 125 km, а од обласног средишта, Пазарџика град је удаљен 20 km.
Област Пештере представља најсзападнији део историјске покрајине Тракија. Град се налази у области Западних Родопа. Град се сместио у северној подгорини. Околни врхови дижу се и преко 2.000 m.
Клима у граду је конитнентална са утицајима и средоземне (елементи „жупе“ — топла и сува лета, мање ветрова), али и утицајима планинске климе (дуже зиме).

## Историја
Област Пештере је првобитно било насељено Трачанима, а после њих овом облашћу владају стари Рим и Византија. Јужни Словени ово подручеје насељавају у 7. веку. Од 9. века до 1373. године област је била у саставу средњовековне Бугарске.
Крајем 14. века област Пештере је пала под власт Османлија, који владају облашћу 5 векова. Током њихове владавине много месних Бугара је прихватило ислам. 1885. године град је постао део савремене бугарске државе.

## Становништво
По проценама из 2007. године. Пештера имао је око 20.000 ст. Већина градског становништва су етнички Бугари. Остатак су Роми, Турци и Помаци. Последњих 20ак година град губи становништво због удаљености од главних токова развоја у земљи. Оживљавање привреде, посебно туризма, требало би зауставити негативни демографски тренд.
Претежна вероисповест становништва је православна, а мањинска ислам.